# Theological Studies/Teologiese Studies
НТС Theological Studies (Teologiese Studies на африкаансе; ранее был известен, как Hervormde Teologiese Studies) (рус. Теологические исследования) — южноафриканский междисциплинарный научный журнал охватывающий широкий круг исследований — теологические вопросы, религиоведение, философия, древние языки, прикладная теология, социология религии и этика. В 2009 году журнал Practical Theology in South Africa (рус. Прикладная теология в ЮАР) слился с Theological Studies, который стал официальным изданием Общества прикладной теологии ЮАР (англ. Society for Practical Theology in South Africa). Старейший теологический журнал в Южной Африке.

## История журнала
Журнал НТС Theological Studies/Teologiese Studies был создан в 1943 году усилиями нидерландских и южноафриканских учёных. Хотя исторические корни издания уходят ещё в 1942 год, когда в Кейптауне обосновалась международная нидерландская компания HAUM/Du Buissy Publishing House, выступившая первым попечителем, поддержав начинание учёных-теологов из Университета Претории и их коллег из Нидерландов. Теологи отвечали за качество содержания журнала, а издательский дом следил за технической стороной издания. Позднее право собственности было продано Нидерландской реформатской церкви Африки, которая в своём издательстве N.H.W. Press начала выпускать журнал под названиями HTS Teologiese Studies/Theological Studies и Hervormde Teologiese Studies (рус. Реформатские теологические исследования). Отныне все вопросы издательской политики решал синод. До выхода № 64 в 2008 году, журнал издавался 4 раза в год. Нидерландские профессора — доктор Дж. Цваан(англ. J. de Zwaan) (Лейденский университет), доктор Г. У. Оббинк (англ. H.W. Obbink) (Утрехтский университет) и доктор Б. Гимсир (англ. B. Gemser) (Университет Гронингена) занимали видное место в первом Издательском совете наряду со своим южноафриканским коллегой и всемирно известным исследователем Ветхого завета доктором А. ван Сильмсом (англ. A. van Selms). На протяжении первых 4 лет существования журнала (1943−1947/1948 годы), вместе с вышеупомянутой четвёркой в Издательский совет входили такие учёные из Университета Претории, помогавшие журналу, как профессор Дж. Г.Дж. А Грейвинштейн (англ. J.H.J.A. Greyvenstein) (исследование Нового завета и прикладная теология), профессор С. П. Ингельбрехт (англ. S.P. Engelbrecht) (церковная история) и профессор А. С. Гейзер (англ. A.S. Geyser) (исследование Нового завета). За долгие годы плодотворного сотрудничества и наращивания качества публикаций, журнал объединил интересы Нидерландской реформатской церкви Африки и сотрудников теологического факультета Университета Претории, существующего с 1917 года. В 1937 году Нидерландская реформатская церковь образовала секцию «В» на теологическом факультете Университета Претории, а Нидерландская реформатская церковь Африки создала секцию «A». В 2000 году обе секции слились образовав единый теологический факультет Университета Претории. Тогда же о своём желании сотрудничать заявила Объединённая пресвитерианская церковь ЮАР. Генеральный синод Нидерландской реформатской церкви Африки принял решение поручить журнал заботам Реформатского теологического колледжа (англ. Reformed Theological College (HTK)).

## Журнал сегодня
После заключения в 2000 году соглашения между Нидерландской реформатской церкви Африки и Университетом Претории первая отныне считается связанной с теологическим факультетом. Согласно пункту 7.2 указанного соглашения журналом руководит Реформатский теологический колледжангл. Reformed Theological College (HTK)), который оказывает поддержку Издательскому совету в аккредитации перед Министерством образования ЮАР, поскольку последняя является необходимым условием для получения грантов от министерства на научную и исследовательскую деятельность.
В 2007 году в ходе переговоров между издателями журналов Practical Theology in South Africa (рус. Прикладная теология в ЮАР) и HTS Teologiese Studies/Theological Studies о возможном объединении в одно научное издание. В 2009 году переговоры завершились присоединением журнала «Прикладная теология в ЮАР» к «Теологическим исследованиям».
В начале 2009 года, с выходом № 65 «Теологических исследований», Нидерландская реформатская церковь Африки заключила соглашение с издательством African Online Scientific Information Systems (Pty) Ltd (AOSIS).

## Место журнала в научном мире
За годы своего существования журнал «Теологические исследования» осуществил большой вклад в развитие теологии в ЮАР и за её пределами. В журнале ежегодно публикуют свои статьи теологи, религиоведы, философы и священнослужители по религиозным, социальным и экуменическим вопросам. В непрерывно существующем отделе «Прикладная теология» журнала печатаются научные исследования и рецензии по теме прикладной теологии, для укрепления и развития этой теологической дисциплины. Журнал входит в сотню лучших тематических научных журналов ЮАР.
В 2005 году журнал занял 14 строчку в рейтинге Центра по исследованиям в науке и технике (англ. Centre for Research into Science and Technology (CREST)) социологического факультета Стелленбосского университета.
Главный редактор журнала входит в число членов «Форум редакторов теологических и тематических журналов» (англ. Editors’ Forum for Theology and Related Journals (EFTJ)), целью которого является представительство интересов его членов на Форуме редакторов южноафриканских исследовательских журналов (англ. Forum of Editors of South African Research Journals) проводимом Академия наук ЮАР.
Список Южно-Африканской научных журналов включённых Министерством образования в свой список для выдачи грантов, а также прочих южноафриканских и международных научных журналов, при условии, что они занесены в два международных индекса цитирования — International Bibliography of the Social Sciences (IBSS) и Институт научной информации. Начиная с 2007 года журнал HTS Teologiese Studies/Theological Studies аккредитован Институтом научной информации, а до того был аккредитован Национальным бюро ЮАР по научным изданиям(англ. National Bureau for Scientific Publications of South Africa). Ныне «Теологические исследования», после признания и индексирования, широко цитируются на различных научных конференциях теологов, в религиоведческой литературе, библейских толкованиях, во всевозможных научных статьях и электронных изданиях Интернета.

## Редакция

### Главный редактор
- Эндриес Ван Эарди (англ. Andries van Aarde) (Университет Претории)

### Помощник главного редактора
- Йоланда Дрейер(англ. Yolanda Dreyer) (Университет Претории)

### Редактор раздела прикладной теологии
- Мэлан Нил (англ. Malan Nel) (Университет Претории)

## Издательский совет

### Председатель
- Эрнет ван Экк (англ. Ernest van Eck) (Университет Претории)

### Междисициплинарный состав
- Жако Бейерс (англ. Jaco Beyers) (Университет Претории)
- Мария (Риет) Бон-Шторм (англ. Maria (Riet) Bons-Storm) (Университет Гронингена)
- Ричард Барридж (англ. Richard A. Burridge) (Кингс-колледж Лондонского университета;Эксетерский университет)
- Джон Буитендаг (англ. Johan Buitendag) (Университет Претории)
- Уоррен Картер (англ. Warren Carter) (Техасский христианский университет[англ.]; Теологическая школа святого Павла[англ.])
- Тиунс Дрейер (англ. Theuns F.J. Dreyer) (Университет Претории)
- Уим Дрейер (англ. Wim A. Dreyer) (Университет Претории)
- Грэхэм Дункан (англ. Graham A. Duncan) (Университет Претории)
- Дэвид Грэфтон (англ. David Grafton) (Лютеранская теологическая семинария в Филадельфии[англ.])
- Илэйни Грэхэм (англ. Elaine L. Graham) (Честерский университет[англ.])
- Эласдейр Хирон (англ. Alasdair I.C. Heron) (Университет Эрлангена — Нюрнберга)
- Кнуд Еппесен (англ. Knud O. Jeppesen) (Экуменический институт теологических исследований «Тэнтур» Университета Нотр-Дам)
- Джон Клоппенборг (англ. John S. Kloppenborg) (Торонтский университет)
- Жан-Клод Лоба-Мколи (англ. Jean-Claude Loba-Mkole) (Восточно-Африканский католический университет[англ.])
- Ян Муис (англ. Jan Muis) (Протестантский теологический университет[англ.])
- Кэролин Осиек (англ. Carolyn Osiek) (Техасский христианский университет[англ.])
- Марсель Сэрот (англ. Marcel Sarot) (Утрехтский университет)
- Дэвид Симс (англ. David C. Sim) (Австралийский католический университет)
- Вольфганг Штегеманн (англ. Wolfgang Stegemann) (Августовская теологическая школа[англ.])
- Уильям Сторрэр (англ. William F. Storrar) (Принстонская теологическая семинария[англ.])
- Луко ван дер Бром (англ. Luco J. van den Brom) (Протестантский теологический университет[англ.])
- Питер Винтер (англ. Pieter M. Venter) (Университет Претории)
- Илэйни Уэйнрайт (англ. Elaine Wainwright) (Оклендский университет)

### Прикладной теологии состав
- Рейн Браувер (англ. Rein Brouwer) (Протестантский теологический университет[англ.])
- Йохан Силлиерс (англ. Johan Cilliers) (Стелленбосский университет)
- Анита Клоити (англ. Anita L. Cloete) (Стелленбосский университет)
- Кендра Кризи-Дин(англ. Kenda Creasy-Dean) (Принстонская теологическая семинария[англ.])
- Бен Клерк (англ. Ben J. de Klerk) (Северо-Западный университет)
- Жако Дрейер (англ. Jaco Dreyer) (Южно-Африканский университет)
- Йоланда Дрейер(англ. Yolanda Dreyer) (Университет Претории)
- Руард Гэнзивурт (англ. Ruard R. Ganzevoort) (Амстердамский свободный университет)
- Гирбин Хейтинк (англ. Gerben Heitink) (Амстердамский свободный университет)
- Симанга Камало (англ. Simanga R. Kumalo) Университет Квазулу-Натал
- Геррит Айммник (англ. F. Gerrit Immink) (Протестантский теологический университет[англ.])
- Рэнтоа Литсоса (англ. Rantoa Letsosa) (Северо-Западный университет)
- Дэниэл Лоув (англ. Daniel J. Louw) (Стелленбосский университет)
- Вхумани Магези (англ. Vhumani Magezi,) (Северо-Западный университет)
- Бонни Миллер-МакЛимори (англ. Bonnie J. Miller-Mclemore) (Университет Вандербильта)
- Джулиан Мюллер (англ. Julian C. Müller) (Университет Претории)
- Джеймс Мвэнги (англ. James Mwangi) (Африканский христианский университет)
- Мэрилин Нэйду (англ. Marilyn Naidoo) (Южно-Африканский университет)
- Ричард Осмер (англ. Richard R. Osmer) (Принстонская теологическая семинария[англ.])
- Эндрю Филлипс (англ. Andrew Phillips) (Южно-Африканский университет)
- Ян ван дер Вин (англ. J. (Hans) A. van der Ven) (Радбодский университет Неймегена[англ.]
- Кельвин Плэтджис (англ. Calvin W. Plaatjes) (Гельдебергский колледж[англ.])
- Хендрик Питерси (англ. Hendrik (Hennie) J.C. Pieterse) (Университет Претории)
- Ганс-Георг Зиберц (англ. Hans-Georg Ziebertz) (Вюрцбургский университет)
- Кобус Шоиман (англ. Kobus Schoeman) (Фри-Стейтский университет[англ.])
- Фридрих Швейцер (англ. Friedrich Schweitzer) (Тюбингенский университет)
- Уильям Сторрэр (англ. William F. Storrar) (Принстонская теологическая семинария[англ.])
- Каспар Винтер (англ. Casper (Cassie) J.H. Venter) (Северо-Западный университет)
- Ян Альберт ван дер Берг (англ. Jan Albert van den Berg) (Фри-Стейтский университет[англ.])

## Реферирование и индексы цитирования
- African Journals OnLine[англ.]
- Arts and Humanities Citation Index[англ.]
- ATLA Religion Database[англ.]
- Index to Book Reviews in Religion
- Index to South African Periodicals
- International Bibliography of Book Reviews of Scholarly Literature
- International Glossary of Abbreviations for Theology and Related Subjects
- International Bibliography of Periodical Literature[англ.]
- New Testament Abstracts[англ.]
- Old Testament Abstracts
- Religion Index One: Periodicals
- Religious and Theological Abstracts[англ.]
- Scopus
- SciELO[англ.]
- SABINET Online
- South African Theological Bibliography
- UP OpenAccess
- Zeitschriften Inhaltsdienstes